# Greet Rouffaer
Greet Rouffaer (Kapellen, 8 december 1958) is een Vlaams actrice. Ze is vooral bekend om haar rol als Nellie De Donder in de soapserie Wittekerke.

## Privéleven
Greet Rouffaer is afkomstig uit een acteurs- en regisseursnest: haar oom is wijlen Senne Rouffaer en bijgevolg is ze de nicht van diens zonen Peter Rouffaer en Vincent Rouffaer. Ook haar inmiddels overleden broer Johan Rouffaer was actief als acteur en regisseur.
Uit een eerste huwelijk met acteur-regisseur Horst Mentzel kreeg Greet Rouffaer een zoon: acteur-regisseur Elias Mentzel. Nadien trouwde ze met Bart De Bondt, voormalig CEO van ING verzekeringen in België. Ook hij speelde na voorgenoemde carrière enkele bescheiden rollen als acteur.
In 1997 raakte Rouffaer tijdens opnamen voor de soapserie Wittekerke zwaar verbrand toen op de set een caravan ontplofte. Ze was een tijdlang in levensgevaar en hield aan het euvel een zwaar verbrand aangezicht over. Tevens verloor ze een pink. Naar aanleiding van deze gebeurtenissen richtte ze samen met een brandwondenspecialist het Greet Rouffaer Huis op.

## Filmografie
- Geschiedenis mijner jeugd (1983) - als Sofie
- Alfa Papa Tango (1990)
- Commissaris Roos (1990-1992) - als Suzanne Roos
- F.C. De Kampioenen (1990-1992) - als Marijke
- De gouden jaren (1992)
- Bex & Blanche (1993)
- Trip 13 (1993)
- Wittekerke (1993-1997, 1998-2008) - als Nellie De Donder
- Max (1994) - als Annie Brokka
- Witse (2005) - als dokter Geens
- Eenzaam in de massa (2009)
- Aspe (2011-2013) - als Andrea Kosinsky
- Skilz (2012) - als barones
- Danni Lowinski (2012) - als Veerle Van Winckel
- Binnenstebuiten (2013) - als Sonja
- De kotmadam (2016) - als Greta
- Professor T. (2018) - als Tessa Grimon
- Thuis (2019-2020) - als Reinhilde Deploige
- F.C. De Kampioenen: Kerstspecial (2020) - als Marijke (stem)
- #LikeMe (2020-2023) - als mevrouw Cardinaels
- Voor altijd Kampioen! (2021) - als zichzelf
- Groeien & Bloeien (2024) - als Susan
- Familie (2024) - als Maria De Winter

## Overig televisiewerk
Rouffaer werd als oorspronkelijke actrice uitgekozen voor de rol van Carmen Waterslaeghers in de Belgische sitcom F.C. De Kampioenen. Desondanks werd de rol toch aan Actrice Loes van den Heuvel toegeschreven.
Naast haar rollen als actrice was Greet Rouffaer ook een graag geziene gast in onder andere het televisieprogramma Kriebels en mocht ze meter zijn van de Levenslijn-actie in 1996, waar ze overigens voor een recordbedrag aan fondsen ophaalde.
In 2007 deed Rouffaer mee aan de BV-kunstschaatscompetitie 'Sterren Op Het IJs'. Tijdens een van de repetities kwam ze echter zwaar ten val, waardoor ze tien ribben brak en haar deelname moest beëindigen. In 2012 nam ze deel aan de BV-kookwedstrijd MasterChef, waarin ze het net niet tot de finale bracht.
In 2021 was Rouffaer te gast in het programma Hit The Road Jaques, waarin ze samen met Jaques Vermeire en Iancka Fleerackers terugkijkt op de periode van de film Max.